# Myzomèle des Célèbes
Myzomela chloroptera
Espèce
Statut de conservation UICN

 LC  : Préoccupation mineure
Le Myzomèle des Célèbes (Myzomela chloroptera) est une espèce de passereaux de la famille des Meliphagidae.

## Répartition
Il peuple l'archipel des Célèbes et les îles Sula.

## Habitat
Il habite les mangroves, les forêts humides tropicales et subtropicales en plaines, les montagnes humides  tropicales et subtropicales.

## Sous-espèces
D'après Alan P. Peterson, il en existe quatre sous-espèces :
- Myzomela chloroptera batjanensis Hartert 1903
- Myzomela chloroptera chloroptera Walden 1872
- Myzomela chloroptera eva Meise 1929
- Myzomela chloroptera juga Riley 1921

## Galerie

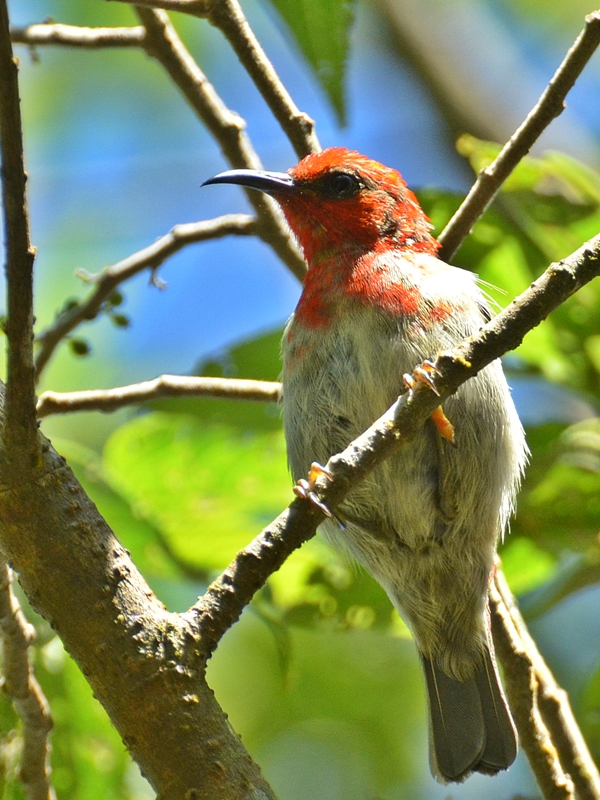

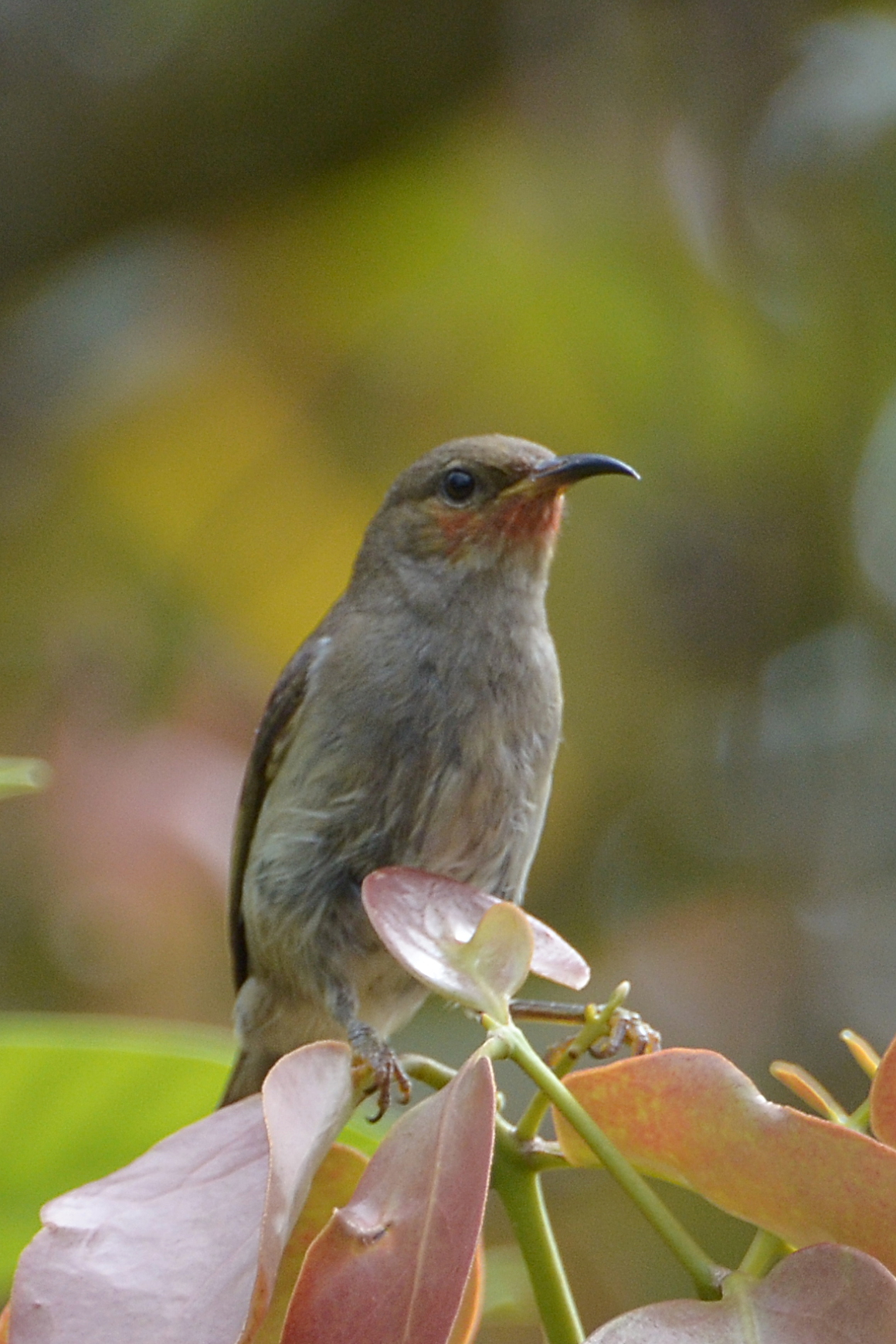